# Sotis
Sotis o Sothis "Brillante del año nuevo", es el nombre griego que los antiguos egipcios daban a una estrella excepcionalmente significativa para ellos y a la que identificaban con la diosa Sopdet de la mitología egipcia. 

Sopdet

## Iconografía
A la diosa Sopdet se la representa como una mujer con la corona Blanca, una estrella, el uraeus y dos cuernos alirados, o con dos plumas. A veces como un gran perro (símbolo de la constelación del Can mayor). 

## La estrella Sirio
No está explícitamente claro a qué astro se refiere, pero hay motivos suficientes para suponer que se trata de la estrella Sirio:
- Plutarco aclara que El Alma de Isis es llamada Perro por los griegos
- Isis es identificada con Sothis en muchísimos textos egipcios.
- Los griegos llamaban a Sirio, el perro.
- Sirio es la estrella más brillante del firmamento.
- La primera aparición de Sirio en el cielo cada año sucede justo antes del desbordamiento anual del Nilo.
- Los griegos llamaron al periodo siriano los Días del perro asociándolos con los días más calurosos del verano y a las enfermedades relativas a esa época.
- Los egipcios también relacionaron el periodo Sóthico a ciertas enfermedades.

## Mitología
Sotis es la esposa de Hapy o de Sah, y la madre de Sopdu. También es la madre y hermana del faraón, a quien conduce por los Campos de Aaru, para poder transformarse en una eterna estrella viviente en el Campo de las Ofrendas. A Sotis se la solía representar en los denominados techos astronómicos de las tumbas.

## Sincretismo
Fue asociada a Isis como Isis-Sotis. Era representada como un milano hembra volando sobre el sexo del dios Osiris.
| M44 | t · N14 | I12 |

| M44 | t · N14 | I12 |